# Patrick Arnaud (sportif)
Pour les articles homonymes, voir Patrick Arnaud et Arnaud.
Patrick Arnaud est un biathlète français né le 31 janvier 1952 à Autrans-Méaudre-en-Vercors dont la carrière internationale s'étend des années 1970 aux années 1980. 
Il a notamment participé aux championnats du monde de biathlon à quatre reprises, en 1975 en Italie, en 1979 en Allemagne, en 1981 en Finlande et enfin en 1982 en Biélorussie. Il a également été sélectionné par l'équipe de France lors des Jeux Olympiques de 1976 à Innsbruck en Autriche.

## Biographie
Né à Autrans, dans le massif du Vercors, Patrick Arnaud commence la pratique du ski de fond au sein du club de l'US Autrans. Il s'illustre lors de certaines courses de ski de fond et de biathlon dans le département du Dauphiné. Il remporte notamment les championnats du Dauphiné dans toutes les catégories dans lesquelles il concourt. Dans la catégorie junior, Patrick Arnaud parvient à se classer troisième des championnats de France, ce qui lui permet d'être sélectionné dans l'équipe nationale et d'être recruté par l'EMHM en tant qu'athlète de haut-niveau. Dans ce cadre, il évolue au sein du bataillon de Joinville.
En 1972-1973, il est membre de l'équipe de France de ski de fond, puis faute de résultats, il s'en détache. L'EMHM lui donne alors deux ans pour se préparer à changer de discipline et devenir biathlète. En 1974, il parvient à rejoindre l'équipe de France de biathlon, il y restera jusqu'en 1983. Il représente alors la France lors de différentes compétitions internationales, participant aux championnats du monde à quatre reprises et étant même sélectionné pour les Jeux olympiques de 1976.  
À la suite de sa carrière sportive, Patrick Arnaud devient l'entraineur de l'équipe de France militaire de 1983 à 1993. À partir de 1993 et jusqu'en 2007, il dirige le poste militaire de montagne à Autrans en tant que sous-officier de l'armée de Terre.

## Palmarès

### Championnats du monde
| Épreuve / Édition                | Individuel | Sprint | Relais |
| Mondiaux 1975 Antholz-Anterselva | 57e        | -      | -      |
| Mondiaux 1979 Ruhpolding         | -          | 59e    | -      |
| Mondiaux 1981 Lahti              | 42e        | -      | -      |
| Mondiaux 1982 Minsk              | 43e        | -      | -      |

### Jeux Olympiques d'hiver
| Épreuve / Édition              | Individuel | Relais |
| ------------------------------ | ---------- | ------ |
| Jeux Olympiques 1976 Innsbrück | Abandon    | -      |

## Distinctions
- Médaille de la jeunesse, des sports et de l'engagement associatif, or